# 1998年長野オリンピックの韓国選手団
1998年長野オリンピックの韓国選手団（1998ねんながのオリンピックのかんこくせんしゅだん）は、1998年2月7日から2月22日まで、日本の長野県長野市を中心とする地域を会場として開催された1998年長野オリンピックの韓国選手団、およびその競技結果。

## 概要
今大会は金メダル3個、銀メダル1個、銅メダル2個の合計6個のメダルを獲得した。
ショートトラックでは、全利卿が1994年リレハンメルオリンピックに続いて女子1000mと女子3000mリレーで金メダルを獲得、2大会連続2連覇を達成した。

## メダル
| メダル | 選手名                          | 競技             | 種目            |
| ------ | ------------------------------- | ---------------- | --------------- |
| 金     | 金東聖                          | ショートトラック | 男子1000m       |
| 金     | 全利卿                          | ショートトラック | 女子1000m       |
| 金     | 全利卿 元恵敬 安尚美 金潤美     | ショートトラック | 女子3000mリレー |
| 銀     | 蔡智薫 李濬煥 イ・ホウン 金東聖 | ショートトラック | 男子5000mリレー |
| 銅     | 全利卿                          | ショートトラック | 女子500m        |
| 銅     | 元恵敬                          | ショートトラック | 女子1000m       |